# Baltische Monatsschrift
Die Baltische Monatsschrift war eine deutsch-baltische Monatspublikation, die 1859 in der Reformära nach dem Krimkrieg entstand und bis 1939 erschien. 

## Geschichte
Gründungsmitglieder waren u. a. Theodor von Boetticher, Alexander Faltin und der Rigaer Bürgermeister Otto Mueller. Die beiden Erstgenannten waren in der Folgezeit auch als Herausgeber und Verfasser aktiv, auch der Historiker Friedrich Bienemann.
Die Reformtendenzen, die ursprünglich den Kern der Publikation ausmachten, wichen aufgrund der späteren Russifizierungsperiode einer anderen Schwerpunktsetzung hin zu Beharrungstendenzen und gaben auch der Zeitung für Jahrzehnte ein anderes Gesicht. Die kurzzeitige Vereinigung mit der „Deutschen Monatsschrift für Russland“ blieb ohne Auswirkung, weil das Verbot aller deutschsprachigen Blätter in Russland im Zuge des Ersten Weltkriegs zu einer Publikationspause bis 1927 führte. Mit der Wiedererweckung unter dem ursprünglichen Titel Baltische Monatsschrift richtete sich die Publikation explizit an die deutsche Öffentlichkeit in Lettland und Estland. Ab 1932 wurde zusätzlich versucht, den Zusammenhang zu den deutsch-baltischen Gruppen in Deutschland zu festigen; zudem erfolgte aus formalen Gründen die Umbenennung in „Baltische Monatshefte“. Mit der Aussiedlung der Deutsch-Balten als Folge des Deutsch-Sowjetischen Grenz- und Freundschaftsvertrags erlosch die Publikation im Jahr 1939.
1936 erschien in Riga ein erstes Register, das allerdings nur bis 1934 reichte und ausschließlich die Aufsätze umfasste. 1973 erschien, angeregt durch die Baltische Historische Kommission, ein neu verfasstes Register. Dieses enthält die weiteren Jahrgänge bis zur Einstellung und erstmals auch die Rezensionen und kleinere Artikel.